# Der Chef (1972)
Der Chef (Originaltitel: Un flic) ist ein französisch-italienischer Kriminalfilm von Jean-Pierre Melville aus dem Jahr 1972 mit Alain Delon und Catherine Deneuve in den Hauptrollen.

## Handlung
Im französischen Küstenort Saint-Jean-de-Monts wird kurz vor Weihnachten eine Bank von einer Gangsterbande ausgeraubt. Während des Überfalls kommt es zu einem Schusswechsel, bei dem einer der Gangster von einer Kugel getroffen wird. Seine drei Komplizen können mit ihm entkommen und bringen ihn anschließend in ein Pariser Krankenhaus. Seine Chancen zu überleben stehen jedoch schlecht. Beim Kopf der Bande handelt es sich um Simon, der in Paris einen Nachtclub betreibt. Ebendort trifft er den Polizeikommissar Edouard Coleman, der ebenso intelligent wie skrupellos ist. Sie kennen sich schon lange, sind gute Freunde und respektieren sich, obwohl sie ein und dieselbe Frau lieben – Cathy.
Während die Zeitungen über den Überfall berichten, trifft sich Simon mit seinen Komplizen Louis Costa und Paul Weber im Louvre. Sie beschließen, ihren verletzten Gangsterbruder Marc Albouis aus dem Krankenhaus zu holen, bevor diesem die Polizei auf die Spur kommen und ihn verhören kann. Verkleidet als Sanitäter erscheinen sie am darauffolgenden Abend im Krankenhaus und geben vor, den als Monsieur Schmidt eingetragenen Marc in ein anderes Hospital bringen zu müssen. Die diensthabende Krankenschwester weist sie jedoch darauf hin, dass Marc transportunfähig sei. Während Simon mit ihr diskutiert, schleicht sich die als Krankenschwester verkleidete Cathy in Marcs Zimmer und gibt Marc eine tödliche Injektion. Nachdem Kommissar Coleman mit seinem Kollegen Morand die Sachen des Verstorbenen durchsucht hat, jedoch keinen Hinweis auf dessen wahre Identität oder mögliche Verbindung zum Überfall finden konnte, trifft er sich mit Cathy. Er tut so, als wolle er sie verhaften. Cathy zieht plötzlich seine Waffe, wirft sie jedoch auf ihr Bett und sie küssen sich.
Über einen Informanten, einen Transvestiten, erfährt Coleman, dass die Gangsterbande einen noch größeren Coup plant und zudem in einen Drogenschmugglerring verwickelt ist. Simon will mit Louis und Paul einen Zug überfallen, in dem eine rivalisierende Bande Drogen von Paris nach Lissabon schmuggeln will. Während ein Unwetter tobt, gelangt Simon über einen von Louis gesteuerten Hubschrauber, von dem er sich abseilt, in den fahrenden Zug. Dort gibt er sich als normaler Passagier aus und bricht in die Kabine des schlafenden Drogenkuriers Mathieu ein. Er schlägt Mathieu nieder, raubt ihm zwei Koffer, in denen die Drogen versteckt sind, und entkommt mit dem Hubschrauber.
Nachdem die Identität von Marc Albouis festgestellt worden ist, wird Kommissar Coleman auf Albouis’ kriminellen Freund Louis Costa aufmerksam. Als Louis kurze Zeit später in einem Restaurant essen geht, wird er von Coleman und dessen Kollegen festgenommen. Nach Louis’ Verhör und Geständnis sucht Coleman Simon in dessen Club auf. Dieser gibt jedoch vor, Marc Albouis, Louis Costa und Paul Weber nicht zu kennen. Coleman verlässt schließlich den Club, worauf Simon eilig Paul anruft, um ihn vor der Polizei zu warnen. Sein Anruf kommt jedoch zu spät, denn die Beamten stehen bereits bei Paul vor der Tür. Als Coleman und seine Kollegen Pauls Wohnung stürmen, schießt sich dieser eine Kugel in den Kopf. Simon will daraufhin mit den Drogen fliehen. Von seinem Hotel aus ruft er Cathy an, die ihn abholen soll. Das Telefongespräch wird jedoch von Coleman abgehört. Als Simon das Hotel verlässt und zu Cathys Wagen gehen will, taucht Coleman hinter ihm auf. Der unbewaffnete Simon greift in seine Jacke, worauf der Kommissar ihn vor Cathys Augen erschießt. Ohne Cathy weiter zu beachten, fährt Coleman zu seinem nächsten Fall.

## Hintergrund

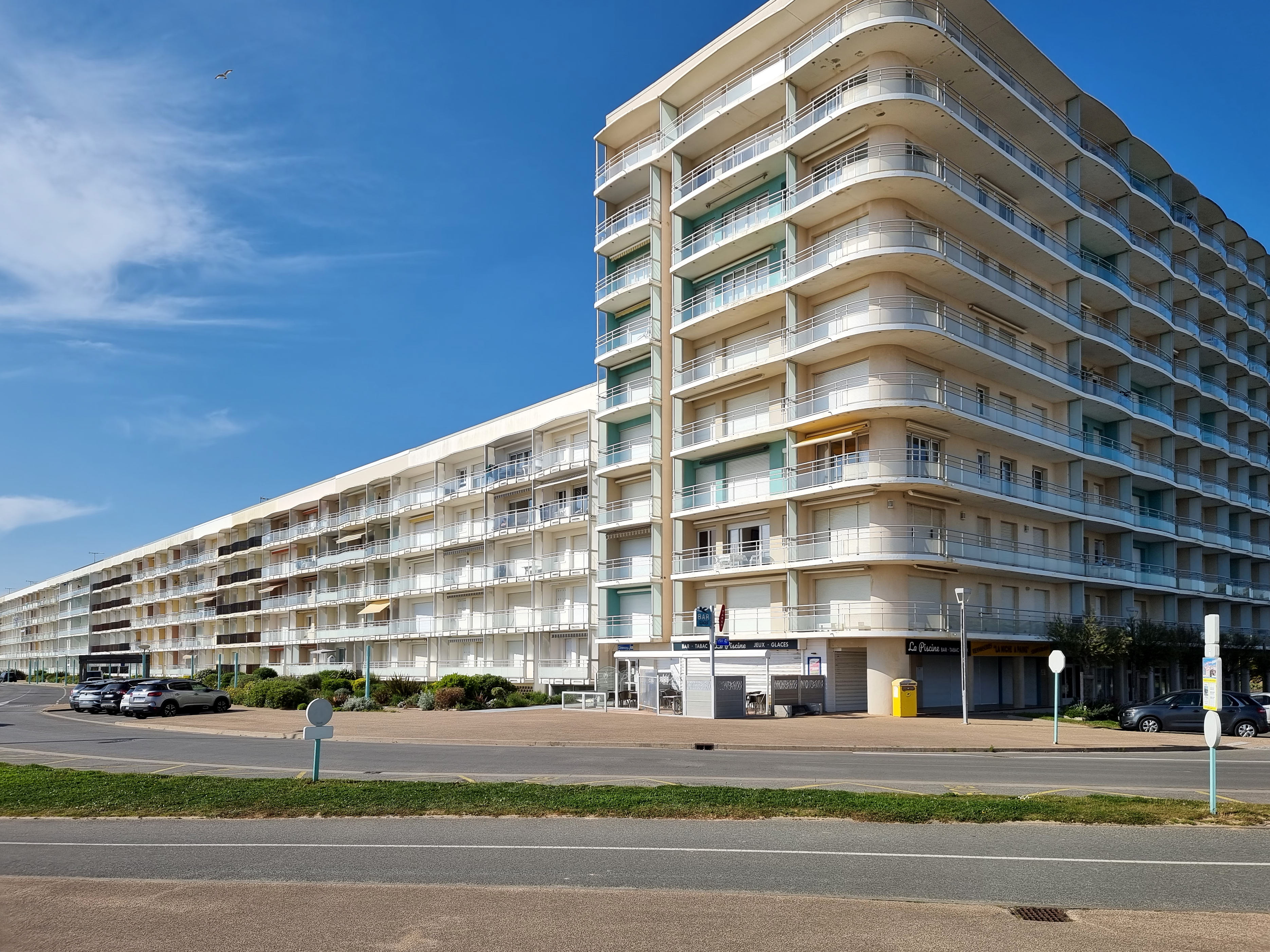
Das im Film als Bank zu sehende Gebäude in Saint-Jean-de-Monts

Die Dreharbeiten fanden in Paris, Bordeaux, Saint-Jean-de-Monts sowie in den Filmstudios von Boulogne-Billancourt statt. Regisseur Jean-Pierre Melville und Hauptdarsteller Alain Delon hatten bereits für Der eiskalte Engel (1967) und Vier im roten Kreis (1970) erfolgreich zusammengearbeitet. Der Chef war der letzte Film, den Melville inszenierte, bevor er am 2. August 1973 im Alter von 55 Jahren an einem Schlaganfall verstarb.
Der Film wurde am 25. Oktober 1972 in Frankreich uraufgeführt, wo ihn mehr als 1,46 Millionen Zuschauer in den Kinos sahen. Am 16. Januar 1973 kam er in die bundesdeutschen Kinos. In der DDR wurde er erstmals am 15. März 1975 auf DFF 1 unter dem Titel Ein Polizist im Fernsehen gezeigt. Ab dem 24. März 1978 war der Krimi auch in den Kinos der DDR zu sehen.

## Kritiken
„Die kühle Schilderung ist von faszinierender Präzision, läßt aber auch einen gewissen Formalismus in der Gestaltung erkennen“, urteilte das Lexikon des internationalen Films. Für Cinema war der Film eine „[k]ühle, präzise und clevere Gangsterballade“.
Hans C. Blumenberg befand in der Zeit, dass Regisseur Jean-Pierre Melville „die Charakterisierung seiner Figuren zugunsten einer formal vollendeten Inszenierung“ vernachlässigt habe. Das Resultat entspreche einem „Leerlauf“, sei jedoch „von einer stilistischen Qualität, die Un flic immer noch zu einem überaus sehenswerten Film macht“.

## Deutsche Fassung
Die deutsche Synchronfassung entstand bei der Aura Film Synchron in München.
| Rolle                     | Darsteller         | Synchronsprecher   |
| ------------------------- | ------------------ | ------------------ |
| Kommissar Edouard Coleman | Alain Delon        | Christian Brückner |
| Simon                     | Richard Crenna     | Harald Leipnitz    |
| Cathy                     | Catherine Deneuve  | Helga Trümper      |
| Paul Weber                | Riccardo Cucciolla | Leo Bardischewski  |
| Louis Costa               | Michael Conrad     | Gernot Duda        |
| Morand                    | Paul Crauchet      | Erich Ebert        |
| Gaby                      | Valérie Wilson     | Karin Kernke       |
| Schießausbilder           | Henri Marteau      | Norbert Gastell    |